# Маргелов, Геннадий Васильевич
Геннадий Васильевич Маргелов (25 сентября 1931, Костюковичи — 2 февраля 2016, Санкт-Петербург) — генерал-майор Вооружённых Сил СССР, участник Великой Отечественной войны, начальник Военного института физической культуры в 1979—1982 годах.

## Биография
Родился 25 сентября 1931 года в городе Костюковичи Могилёвской области Белорусской ССР. Отец — видный советский военачальник, генерал армии, Герой Советского Союза Василий Филиппович Маргелов. Воспитывался бабушкой и дедушкой. В начале Великой Отечественной войны был отправлен в эвакуацию сначала в Смоленскую область, а затем, с приближением немецких войск — в Тамбовскую область. Жил в селе Горелое, окончил там четыре класса школы.
В марте 1944 года бежал на фронт к отцу. Служил красноармейцем в 49-й гвардейской стрелковой дивизии, которой командовал его отец. Через некоторое время Маргелов был направлен на учёбу в Тамбовское суворовское военное училище, которое окончил в 1950 году. В том же году поступил в Рязанское военное пехотное училище имени К. Е. Ворошилова. Два года исполнял обязанности секретаря бюро ВЛКСМ в роте. Кандидат в члены ВКП(б) с 1951 г. Член КПСС с 1952 года, в том же году был назначен командиром учебного стрелкового взвода воздушно-десантного батальона 13-й гвардейской Воздушно-десантной дивизии Дальневосточного округа (пробыл на посту в течение года). В 1953 году присвоено звание лейтенанта, в том же году назначен командиром стрелкового взвода полковой школы 217 гвардейского парашютно-десантного полка 13 гв. ВДД ДВО.
1954-1955 -  Зам. Командира роты – инструктор парашютно-десантной подготовки в той же дивизии, с февраля 1955 г. заместитель командира стрелковой роты 51 гв. ПДП 106 гв. ВДД ДВО, с декабря 1955 г.  по сентябрь 1958 г. командир стрелковой роты в  том же полку. 1956 г – присвоено звание ст. лейтенанта, в 1959 г. присвоено звание капитана.
В 1959—1961 годах обучался в Военной академии имени М. В. Фрунзе. В 1961 году окончил основной факультет академии, после чего командовал парашютно-десантным батальоном 51 гвардейского ПДД МВО. В 1963 г. было присвоено звание майора, после чего стал заместителем командира полка, а с 1965 г. командиром 108-го гвардейского парашютно-десантного полка Прибалтийского военного округа. В 1966—1968 годах был командиром 217-го гвардейского парашютно-десантного полка Дальневосточного округа. В 1967 г. присвоено звание подполковника, затем в течение года был сначала заместителем командира, затем начальником штаба 44-й учебной воздушно-десантной дивизии.
В 1969—1971 годах Маргелов был слушателем Военной академии Генерального штаба, по окончании которой был назначен командиром 26-й гвардейской мотострелковой дивизии Прибалтийского военного округа, дислоцировавшейся в городе Гусеве Калининградской области. В 1973 году ему было присвоено воинское звание генерал-майора. С 1976 по 1979 годы служил в городе Улан-Удэ, был первым заместителем командующего 29-й армией Забайкальского военного округа. В общей сложности за годы службы совершил более 300 прыжков с парашютом, был удостоен звания «Мастер парашютного спорта СССР». Военная выслуга составила 37 лет и 8 месяцев.
В 1979 году Маргелов перешёл на преподавательскую работу в системе военных учебных заведений Министерства обороны СССР. С 1979 по 1982 годы являлся начальником Военного дважды Краснознамённого института физической культуры в городе Ленинграде. В период его работы при институте были открыты курсы усовершенствования офицерского состава по физической подготовке и спорту, была внедрена система поэтапной подготовки курсантов, введён комплексный экзамен по физической подготовке, сочетающий в себе как практическую часть, так и теоретическую. На базе института проводилась большая научная работа, велись исследования в области спортивной работы в Вооружённых Силах, опубликовано значительное количество учебно-методических пособий. Выпускниками института в те годы стали десятки участников и победителей самых престижных международных соревнований, обладателей спортивных званий — заслуженных мастеров спорта, мастеров спорта международного класса, судей всесоюзной и республиканской категорий и т. д. Совершенствовалась материально-техническая база института, проводилась большая работа по обустройству учебного корпуса, общежития, казарм, столовой, учебного центра.
С 1982 года Маргелов был старшим преподавателем кафедры оперативного искусства Военной академии Генерального штаба Вооружённых сил СССР. В 1988 году по состоянию здоровья он был уволен в запас. Проживал в городе Санкт-Петербурге. Активно занимался общественной работой, был одним из организаторов движения ветеранов воздушно-десантных войск. Избирался депутатом Гусевского городского Совета депутатов трудящихся Калининградской области (1975 г.), депутатом Пангмунского райсовета г. Каунаса Литовской ССР, депутатом Калининградского областного Совета депутатов трудящихся. 
Умер 2 февраля 2016 года. Похоронен на Серафимовском кладбище Санкт-Петербурга.

## Родственники
Отец — Василий Филиппович Маргелов (1908—1990), генерал армии, герой Советского Союза, командующий ВДВ до 1979 года.
Мать с 1932 года не проживала с семьёй. Приёмная мать — Анна Александровна Маргелова (Куракина), военный врач, ветеран ВОВ.
Жена — Галина Михайловна Маргелова (в девичестве Герасина, 1939 г.р.), врач-кардиолог, работала в Военно-медицинской Академии имени С.М. Кирова г. Санкт-Петербурга.
Дети:
- Маргелов Василий Геннадьевич 1965 г.р. – юрист, член городской коллегии адвокатов г. Санкт-Петербурга.
- Маргелов Михаил Геннадьевич 1968 г.р. – военный переводчик-референт, участник миротворческих миссий в Анголе и Югославии, наблюдатель ООН в Конго, Западной Сахаре и Либерии, капитан 2 ранга в отставке.

## Награды
- Орден Красной Звезды[2] (1968)
- Орден «За службу Родине в Вооружённых Силах СССР» 3 степени[2] (1975)
- Медаль «За Победу над Германией в Великой Отечественной войне 1941—1945 гг.»[2] (1945)
- Медаль «40 лет ВС СССР» (1952)
- Медаль «За безупречную службу» 3 степени (1961)
- Медаль «20 лет победы в ВОВ» (1965)
- Медаль «За безупречную службу» 2 степени (1966)
- Медаль «50 лет ВС СССР» (1967)
- Медаль «За воинскую доблесть» (1970)
- Медаль «За безупречную службу» 1 степени (1971)
- Медаль «30 лет победы в ВОВ» (1975)
- Медаль «30 лет победы над милитаристской Японией» (1976)
- Медаль «60 лет ВС СССР» (1978)
- Медаль «Ветеран Вооружённых Сил СССР» (1984)